# Marko Kraljević

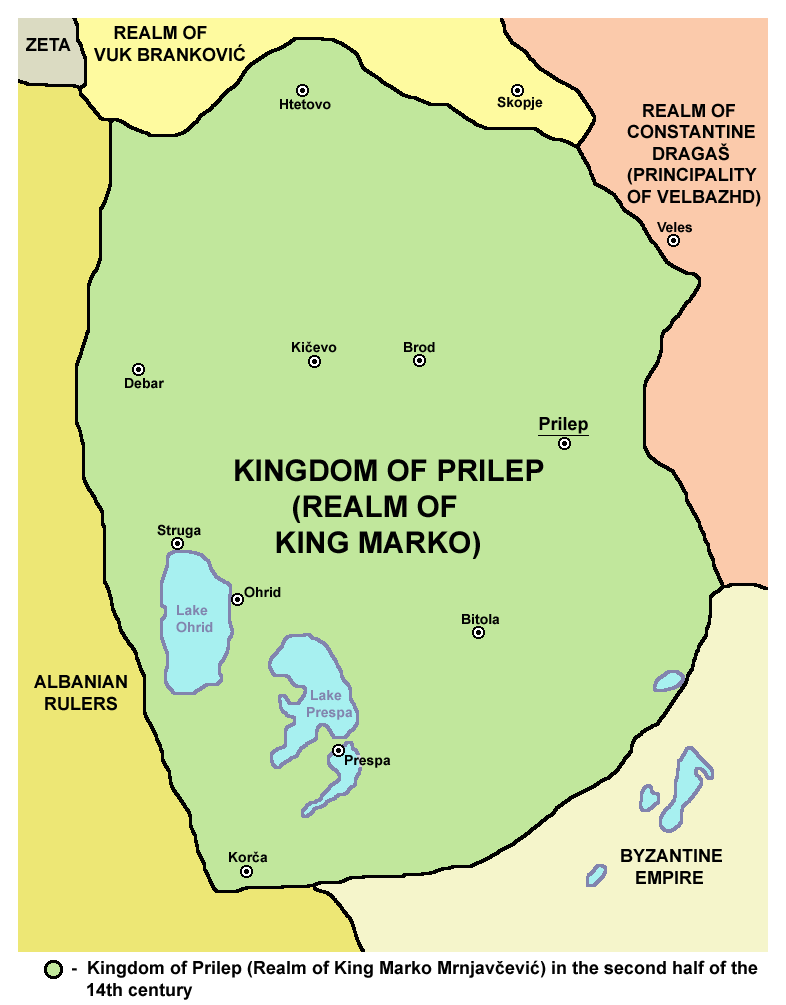

Marko Kraljević (serbiska: Краљевић Марко/ Kraljević Marko, bulgariska: Крали Марко, makedonska: Крале Марко  translitteration: Krale Marko), födelseår omkring 1335, död 17 maj 1395, var en självstyrande feodal kung i Makedonien, han var son till den serbiske kungen Vukašin Mrnjavčević och regerade under åren 1371–1395 med titeln kung av Prilep. Under sin regeringstid blev han en vasallfurste till det Osmanska riket och stupade i slaget vid Rovine 1395, där han deltog på turkarnas sida.
Marko är i den sydslaviska folkloren hyllad som en hjälte bland makedonier, serber och bulgarer och han är även protagonist i många episka dikter. Folkloren kom att minnas honom som en respekterad beskyddare av kristna under den äldsta perioden då osmanerna ockuperade Makedonien.